# Беверн (Гольштейн)
Беверн (нем. Bevern) — община в Германии, в земле Шлезвиг-Гольштейн.
Входит в состав района Пиннеберг. Подчиняется управлению Ранцау. Население составляет 575 человек (на 31 декабря 2010 года). Занимает площадь 8,06 км².